# Transport ferroviaire au Vatican
Plan
Le transport ferroviaire au Vatican, en italien : Ferrovia Vaticana, décrit le réseau ferroviaire de la Cité du Vatican et les principaux acteurs impliqués dans sa gestion. Il se compose de deux voies ferrées de 300 mètres et de deux embranchements particuliers au sein de la Cité du Vatican. Le chemin de fer du Vatican, est le plus court réseau national de chemin de fer au monde, ne comprenant qu'une seule gare.
La construction est initiée sous Pie IX (1846-1878) puis interrompue. L'accès au réseau ferroviaire italien est garanti par les accords du Latran (1929). Les rails et la gare sont construits pendant le pontificat de Pie XI (1922-1939). La seule station est appelée Cité du Vatican, officiellement en italien : Città del Vaticano également nommée Stazione Vaticana.
La majorité du trafic ferroviaire consiste en l'importation de marchandises, même si le chemin de fer a parfois servi à transporter des passagers, généralement pour des raisons symboliques et rituelles,.
Le 11 septembre 2015, les musées du Vatican et la compagnie ferroviaire italienne (FSI) inaugurent le train des villes pontificales, en italien : Treno delle Ville Pontificie, reliant le Vatican à Castel Gandolfo, puis retour à la gare de Rome-San Pietro.

## Historique

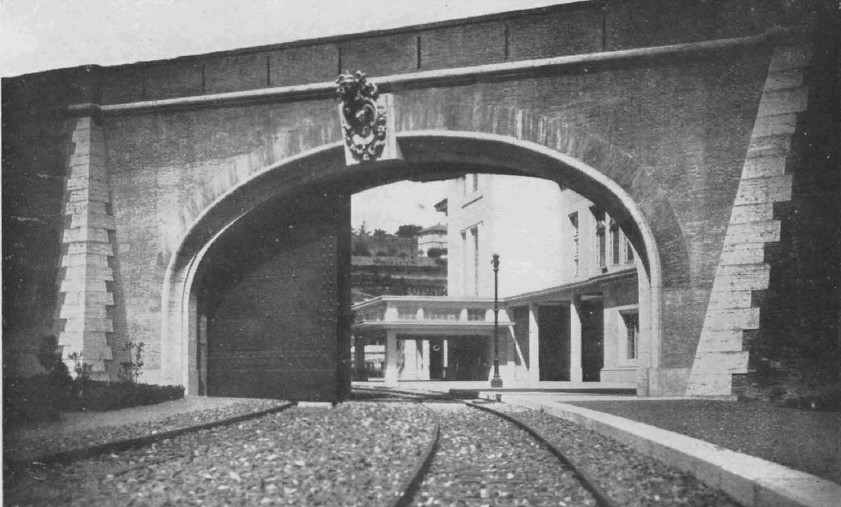
Portail d'accès ferroviaire au Vatican avec la gare à droite

Le pape Grégoire XVI (mort en 1846) a empêché la construction des chemins de fer dans les États pontificaux considérant le chemin de fer comme le « chemin d'enfer »,.
Pie IX, son successeur, fait commencer la construction d'une ligne ferroviaire de Bologne à Ancône, mais les États pontificaux sont annexés par les armées du Risorgimento, en 1861, avant la fin des travaux de construction. 
L'intérêt des voyages ferroviaires, lors des pèlerinages du XIXe siècle, à commencer par celui de Lourdes, dès 1858, est un facteur qui adoucit l'opposition à une telle nouvelle technologie au sein de la Curie romaine.
La construction d'une gare de chemin de fer, dans la Cité du Vatican et la connexion avec les lignes ferroviaires italiennes est garantie par les accords du Latran, du 11 février 1929. La direction de la construction du nouveau réseau ferré du ministère des travaux publics du royaume d'Italie met en œuvre cette disposition, avec les travaux de construction, à partir du 3 avril 1929 : ils démarrent par les travaux de terrassement à 38 mètres, au-dessus du niveau de la mer, hauteur de la gare de Rome-San Pietro. 

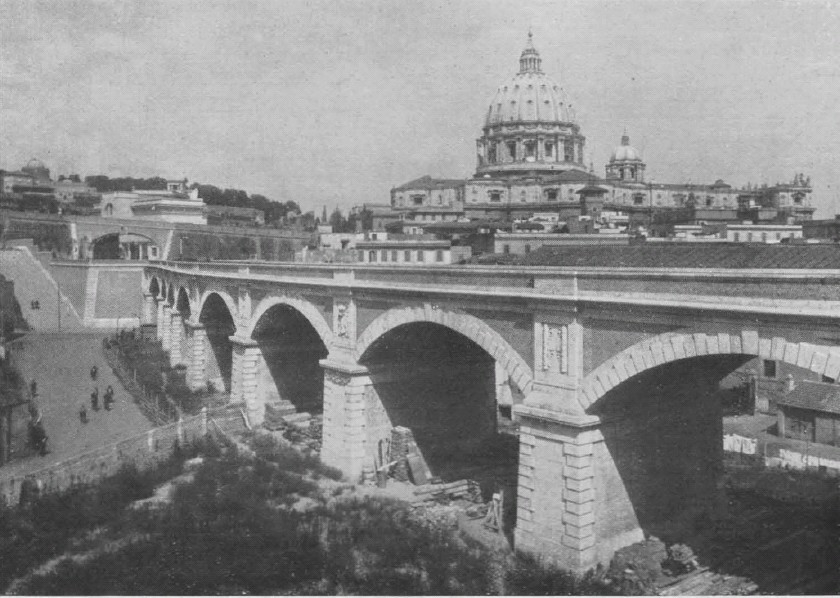
Viaduc conduisant au Vatican (1934) - En italien viadotto del Gelsomino

La construction du viaduc menant à la Cité du Vatican est payée par le gouvernement italien. La gare au sein du Vatican est financée par l'indemnité de 750 millions de Lires italiennes convenue dans le cadre financier des accords du Latran. Le coût total de la construction est évalué à 24 millions de lires italiennes.
Le bâtiment de la gare est construit entre 1929 et 1933. 
La première locomotive entre au Vatican en mars 1932. La gare est officiellement inaugurée le 2 octobre 1934. Une convention ferroviaire est ratifiée entre l'Italie et la Cité du Vatican, le 12 septembre 1934, date à laquelle la propriété passe de la compagnie ferroviaire italienne (FSI) au Saint-Siège. En octobre 1934, le ministère des travaux publics remet les lignes de chemin de fer achevées à la Cité du Vatican ainsi qu'au FSI. 
La legge sulle fonti del diritto (7 juin 1929) prévoit que la législation ferroviaire italienne s'applique sur les chemins de fer du Vatican,.
Fin mars 1944, au cours de bombardements de Rome, durant la Seconde Guerre mondiale, le Vatican découvre un train de munitions allemand, arrêté sur la ligne à proximité de la gare du Vatican.

## La gare de la Cité du Vatican

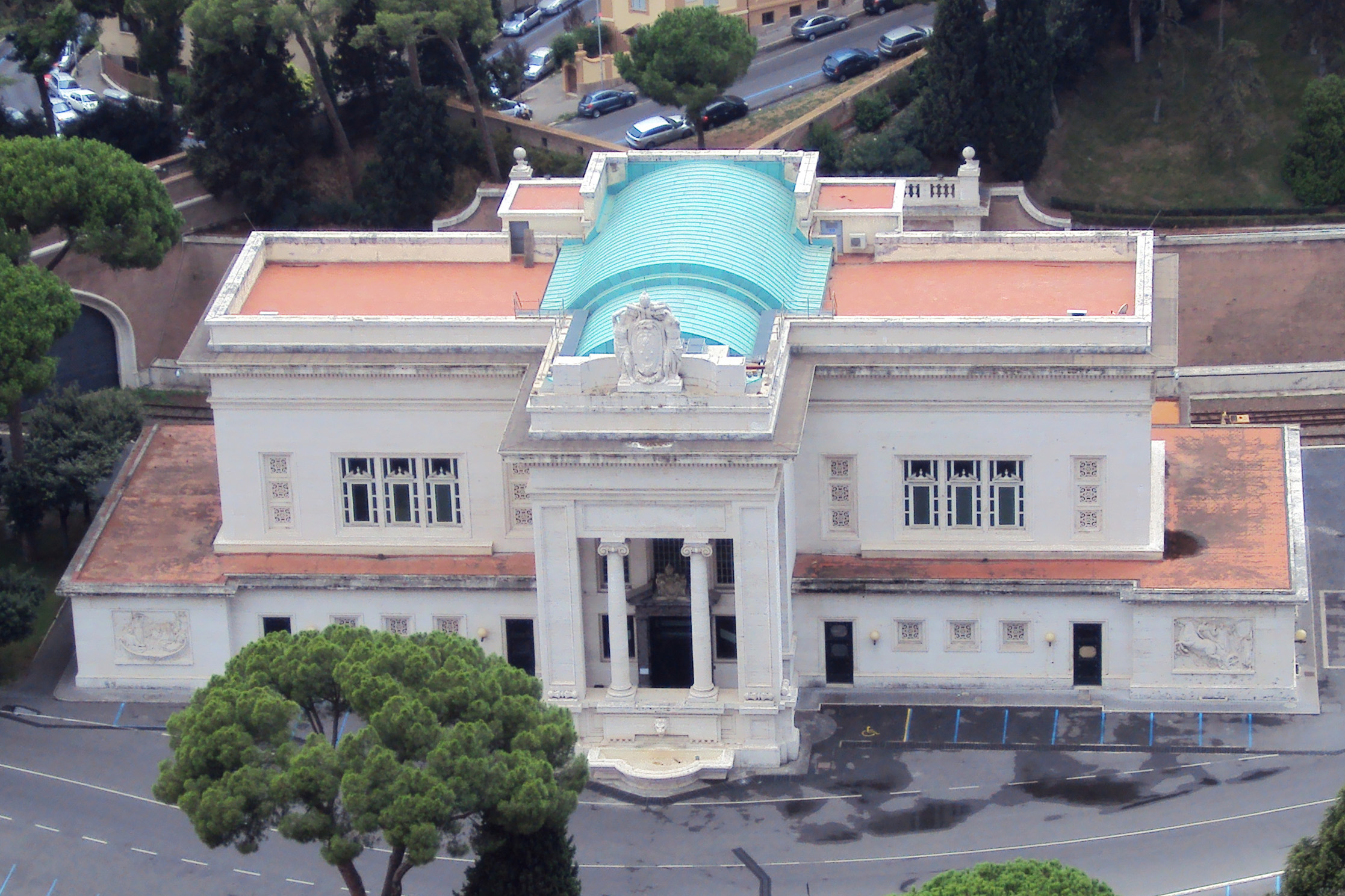
La gare du Vatican

La gare de la Cité du Vatican (en italien : Stazione Città del Vaticano ou Stazione Vaticana) est la seule gare du chemin de fer du Vatican. Elle est construite à environ 20 m du portail du Vatican, par l'architecte Giuseppe Momo. La construction commence le 3 avril 1929 et sa mise en service en 1933.
Le bâtiment, en marbre blanc italien est décrit par l'écrivain Henry Vollam Morton (en) « plus comme une filiale de la banque Barclay à Londres ». Ses dimensions sont de 61 × 21,5 m. Le corps central s'élève à 16,85 m et les bâtiments latéraux à 5,95 m.
Une partie du bâtiment de la gare continue d'être utilisée par les passagers et les bureaux du fret ferroviaire, tandis qu'une partie abrite aujourd'hui le service numismatique du Vatican ainsi que le musée philatélique. La gare abrite aussi le petit magasin du Vatican, un établissement privé ouvert seulement aux sujets et diplomates du Vatican.

## Le réseau ferroviaire

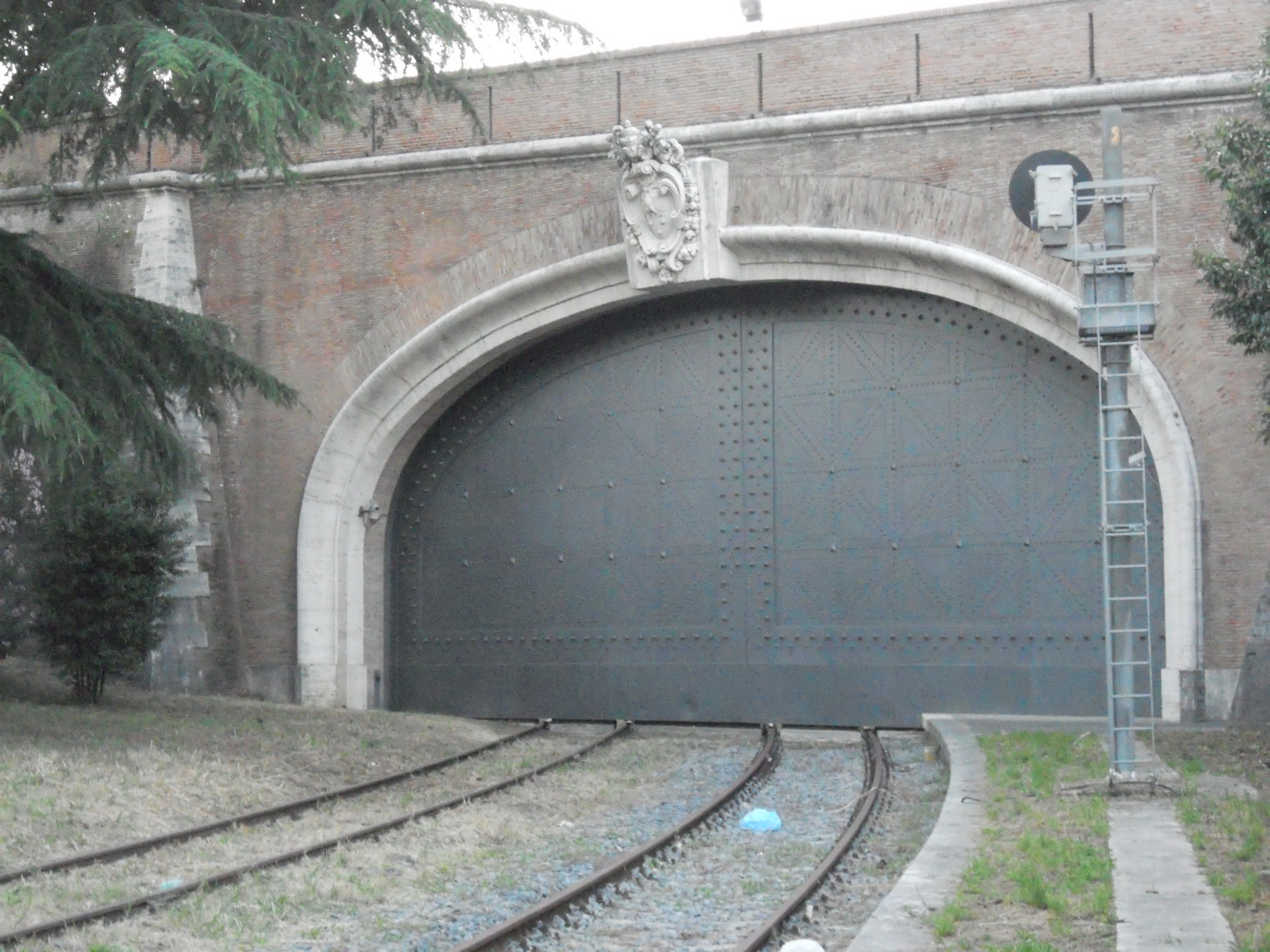
Portail barrant l'accès au mur léonin.

Le réseau ferroviaire du Vatican bifurque de la ligne ferroviaire Rome-Capranica-Viterbe (it) à la gare de Rome-San Pietro et traverse la vallée del Gelsomino par un viaduc de 143,12 mètres soutenu par deux groupes de quatre, soit huit arches, d'une ouverture de 15,3 mètres chacune. Le viaduc del Gelsomino est la plus grande construction de chemin de fer sur le territoire italien.
Il franchit la  Viale Vaticano, qu'il interrompt et la Via Aurelia. La voie ferrée s'interrompt par le portail d'entrée  qui permet de franchir le mur léonin. Le portail, qui coulisse dans le mur, est constitué de deux portes de fer, de 35,5 tonnes. Il est surmonté du blason de Pie XI. Il est fermé lorsqu'il n'y a pas de trafic prévu sur la ligne. La distance totale entre Rome-San Pietro et le portail est de 862 mètres. La ligne est constituée de deux voies dont une seule dessert le quai. La seconde sert au fret et aboutit d'une part à la façade nord du bâtiment et d'autre part dans un tunnel situé entre le Collège pontifical éthiopien et l'antenne de Radio Vatican.

## Usage
Le chemin de fer du Vatican est utilisé initialement pour l'importation de marchandises,  avant le transport routier plus courant et moins coûteux, au Vatican et, par intermittence, pour les trains de passagers ordinaires.
Le train papal, prévu pour Pie XI n'a jamais été construit et le Vatican n'a jamais employé de personnel du chemin de fer ou enregistré de matériel roulant ferroviaire. Le train officiel du pape Pie IX reste exposé au Musée de Rome dans le Palazzo Braschi.
Le pape Jean XXIII, le 4 octobre 1962, devient le premier pape à utiliser le chemin de fer du Vatican lors de son pèlerinage à Loreto et Assise, une semaine avant le début du concile Vatican II en utilisant le train présidentiel italien. Le voyage est diffusé sur le réseau Eurovision. Le pape Pie IX avait été à la fois le dernier pape à visiter Loreto, à la tête des États pontificaux, et le dernier pape à voyager en train.
Jean XXIII a également organisé le transfert des restes de Pie X à Venise en utilisant le chemin de fer du Vatican.

## XXIesiècle
Le pape Jean-Paul II a utilisé le chemin de fer, à plusieurs reprises, dès le 8 novembre 1979 sans toutefois quitter Rome. Le 24 janvier 2002, Jean-Paul II se rend en train aux rencontres d'Assise,. En 1985, il avait déjà dû utiliser ce train, pour rentrer à Rome, en raison d'intempéries en Italie.
Le 21 mai 2011, un train spécial part de la gare de la Cité du Vatican pour célébrer le 60e anniversaire de Caritas,.
Le pape Benoît XVI a également utilisé le chemin de fer pour se rendre au pèlerinage à Assise, le 27 octobre 2011.
Conformément au souhait du pape François d'ouvrir les trésors de l'Église au public, une ligne spéciale, hebdomadaire, est créée partant de la gare de la Cité du Vatican. À partir du 12 septembre 2015, chaque samedi, les visiteurs des musées du Vatican peuvent monter dans un train et se rendre au palais des papes de Castel Gandolfo,,.
La ligne est inaugurée, le 11 septembre 2015, par les musées du Vatican et le réseau ferroviaire italien avec un train spécial comprenant des invités et journalistes. Ce train inaugural, appelé le train des villes pontificales, en italien : Treno delle Ville Pontificie, est tracté par une locomotive à vapeur de Classe FS 625 construite en 1915. Cette machine était historiquement utilisée par la famille royale italienne et avait aussi été utilisée pour le transport du  pape Jean XXIII à Loretto et Assise en 1962. Les circulations mises en place pour la ligne seront composées de trains récents pour aller de la Cité du Vatican à Albano Laziale, via Castel Gandolfo. Les passagers peuvent alors visiter le musée nouvellement créé et visiter les jardins pontificaux. La visite s'achève, le même après-midi, à la gare de Rome-San Pietro.

## Galerie

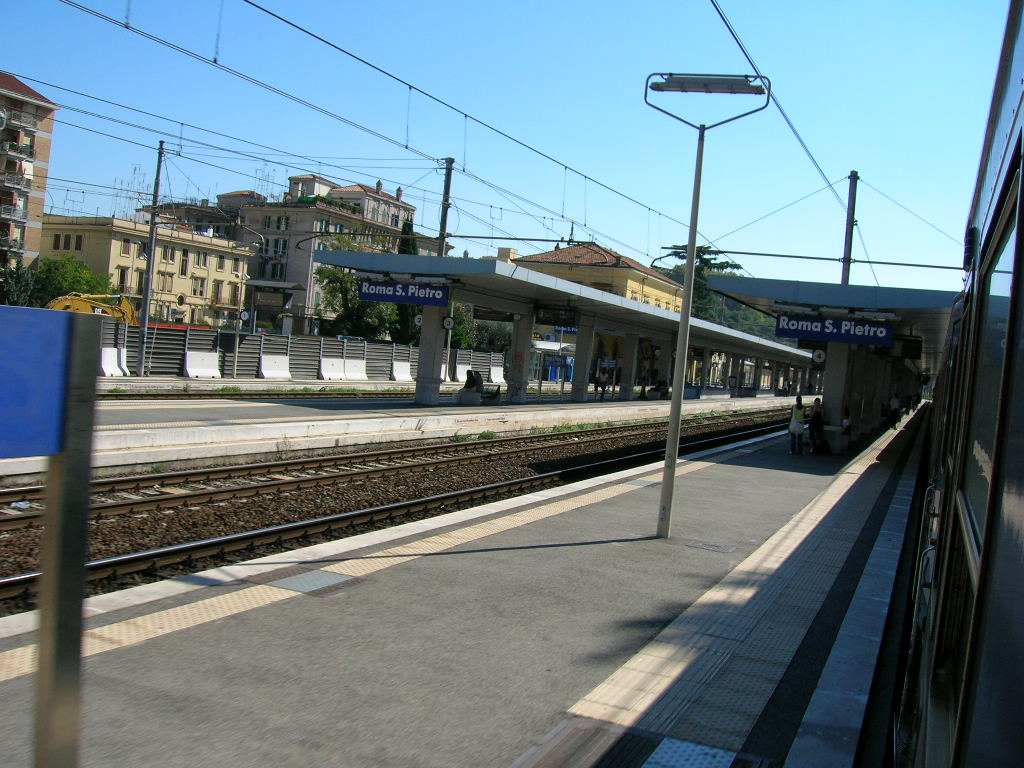
Gare de Rome-San Pietro
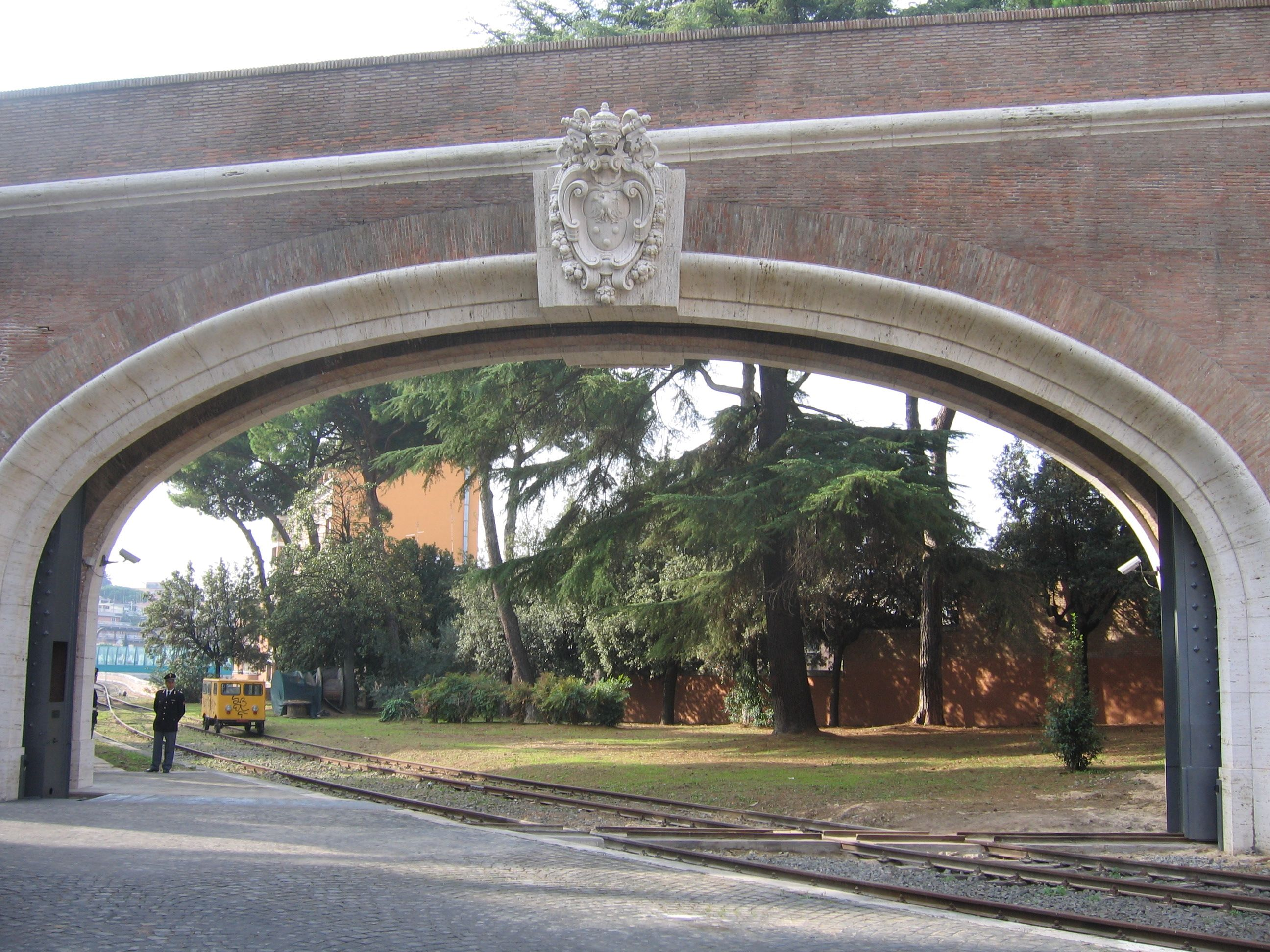
Le passage dans le mur Léonin (portail ouvert)
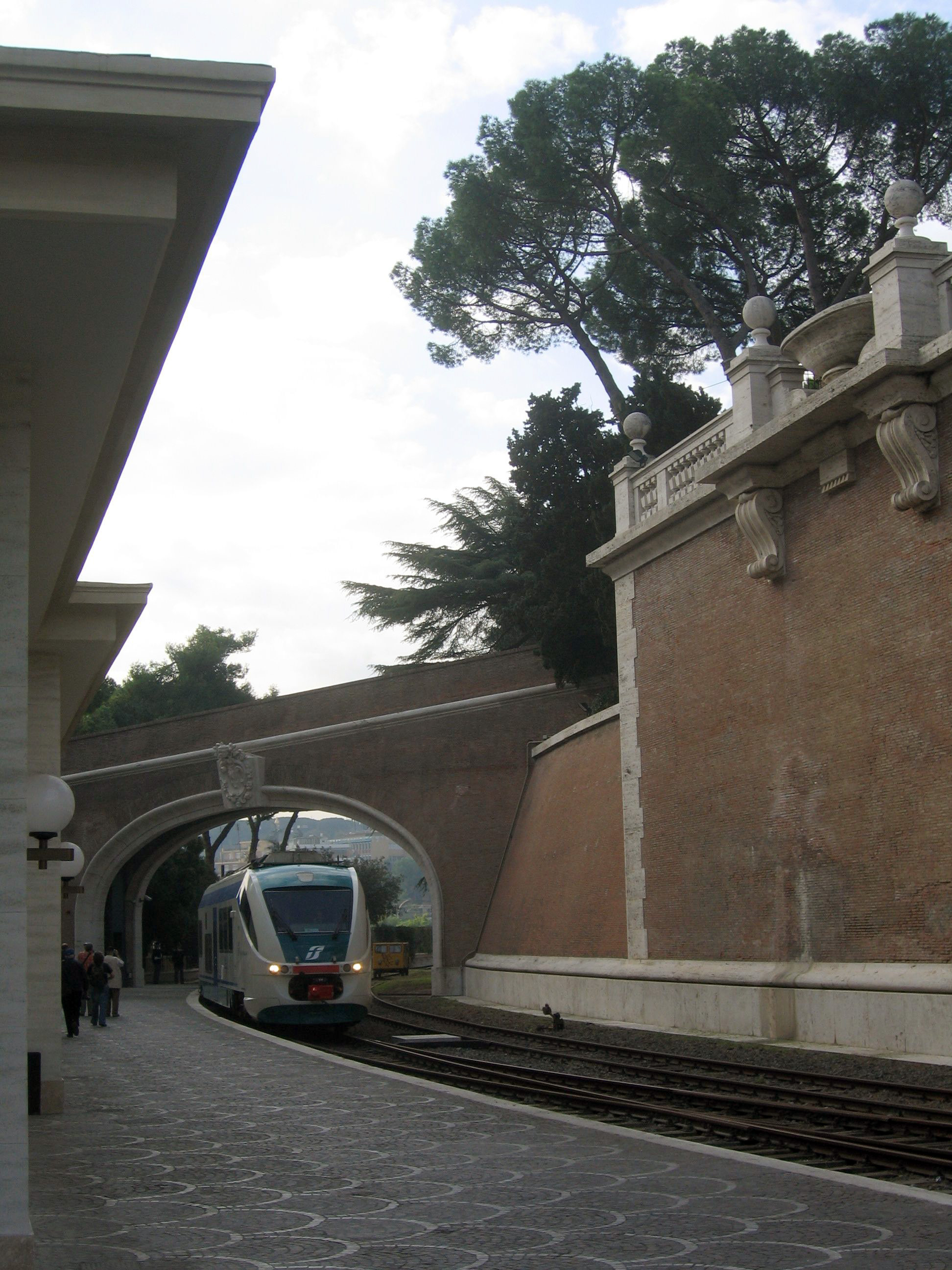
Train entrant dans la gare du Vatican
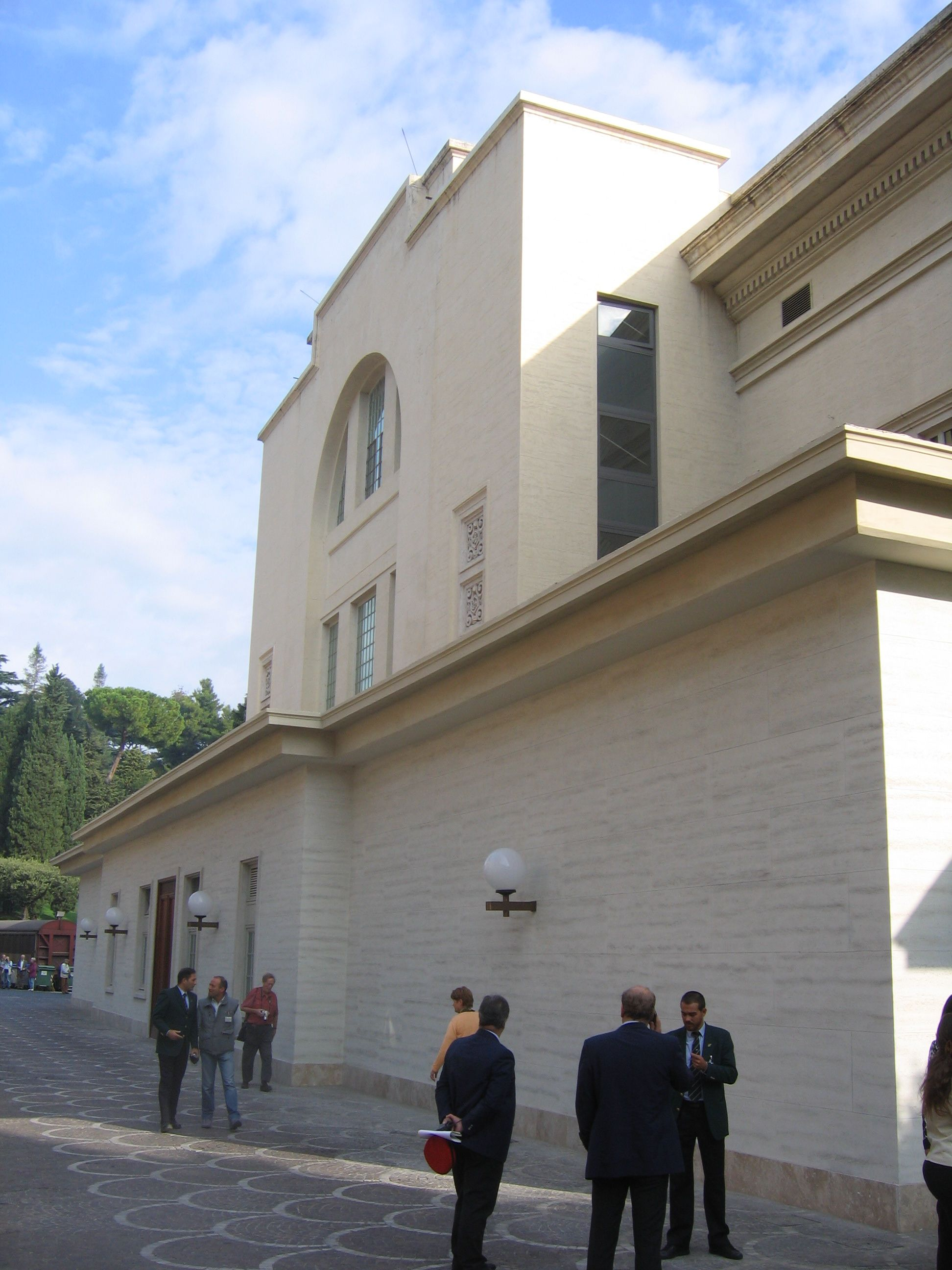
Quai de la gare du Vatican
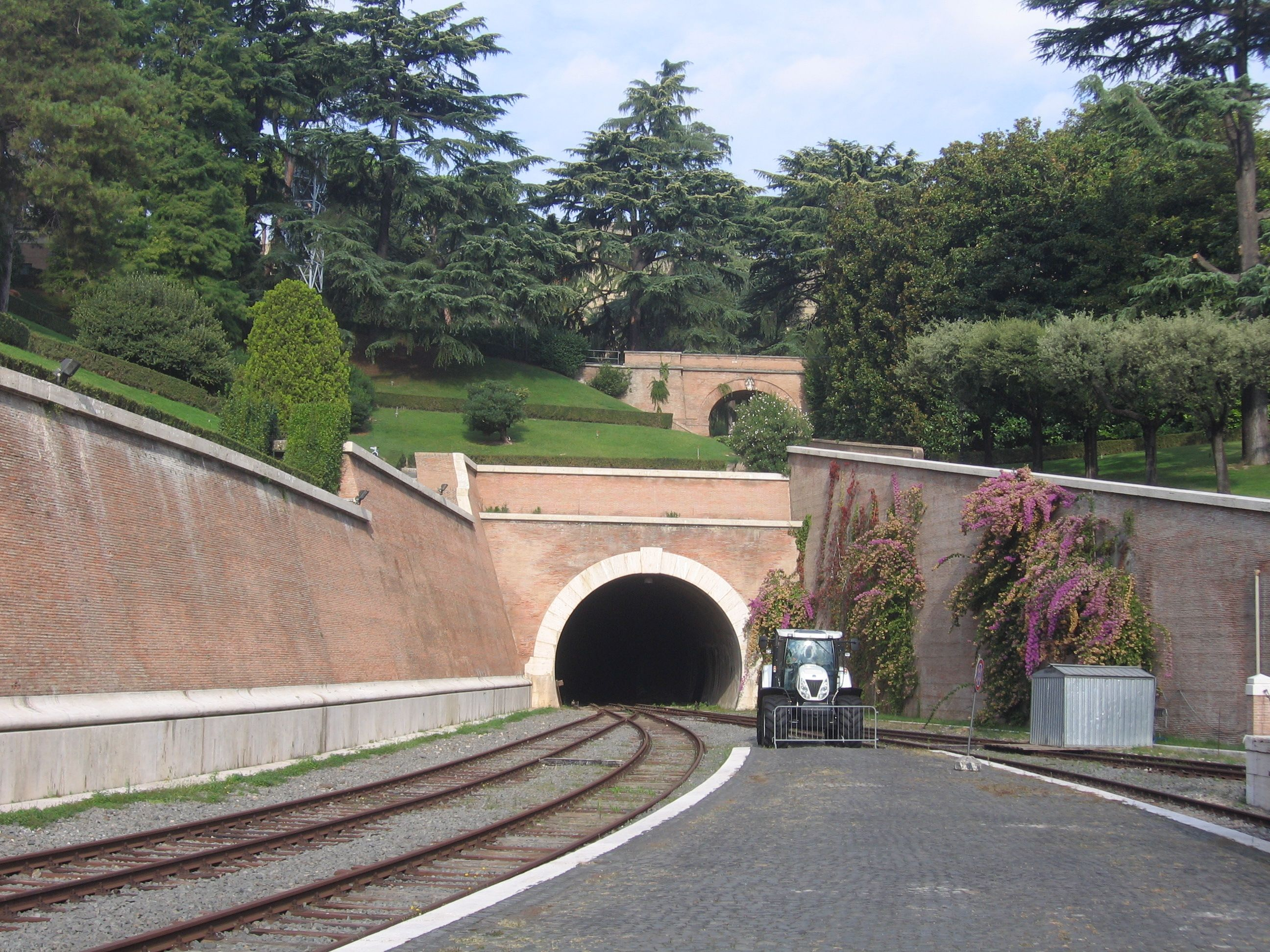
Tunnel d'accès au Vatican
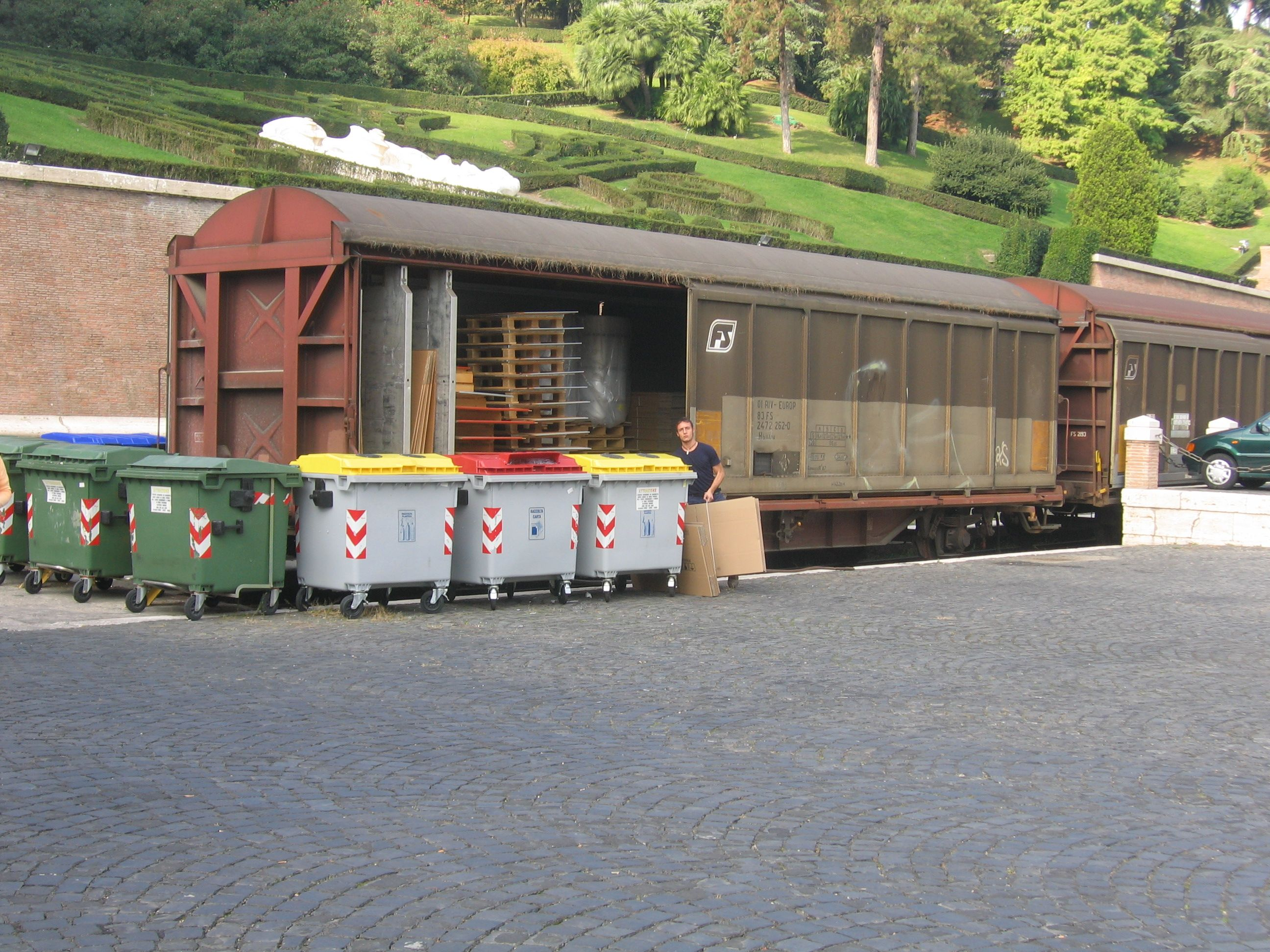
Un wagon dans la gare du Vatican

## Source
- (en) Cet article est partiellement ou en totalité issu de l’article de Wikipédia en anglais intitulé « Rail transport in Vatican City » (voir la liste des auteurs).